# Fernando Belaúnde Terry
Fernando Belaúnde Terry (7 tháng 10 năm 1912 - 4 tháng 6 năm 2002) là một nhà chính trị Peru. Ông là tổng thống Peru trong hai nhiệm kỳ không liên tiếp (1963-1968 và 1980-1985). Bị lật đổ bởi một cuộc đảo chính quân sự năm 1968, ông được bầu lại vào năm 1980 sau mười một năm cai trị quân sự. Ông được công nhận cho sự toàn vẹn cá nhân của mình và cam kết của mình để tiến trình dân chủ.

## Những năm đầu tiên
Là con thứ nhì trong gia đình bốn con, Belaúnde sinh ra tại Lima trong một gia đình quý tộc của tổ tiên Tây Ban Nha. Cha của ông, Rafael Belaúnde Diez Canseco (1886-1972), một giáo sư, từng là Thủ tướng dưới José Bustamante y Rivero; Ông nội của ông, Mariano Andrés Belaunde là một bộ trưởng tài chính; và một trong những ông cố của ông là một Tổng thống Cộng hòa.
Ông đã theo học Deutsche Schule Alexander von Humboldt Lima (Colegio Peruano-Alemán Alexander von Humboldt) ở Lima.
Trong chế độ độc tài của Augusto B. Leguía, cuộc đàn áp đối với các hoạt động chính trị của cha ông Rafael và chú của anh Víctor Andrés Belaúnde nhắc nhở các gia đình di chuyển đến Pháp vào năm 1924, nơi Fernando học trung học và được giáo dục Đại học ban đầu của mình trong kỹ thuật.
Từ năm 1930 đến năm 1935, Belaúnde học kiến trúc tại Hoa Kỳ, nơi ông lần đầu tiên theo học tại Đại học Miami (nơi cha của ông cũng đã được giảng dạy), và năm 1935 chuyển giao cho Đại học Texas tại Austin, nơi ông lấy được bằng của mình như là một kiến trúc sư. Sau đó ông chuyển đến Mexico và làm kiến trúc sư trong một thời gian ngắn, nhưng trở về Peru vào năm 1936 và bắt đầu sự nghiệp kiến trúc sư chuyên nghiệp của mình thiết kế ngôi nhà riêng. Năm 1937, ông bắt đầu một tạp chí được gọi là El Arquitecto Peruano ("Kiến trúc sư Peru"), mà bị xử lý với thiết kế nội thất, đô thị nói chung và vấn đề nhà ở đất nước đang phải đối mặt. Điều này cũng đã nhường chỗ cho các Hiệp hội Kiến trúc sư của Peru và Viện Đô thị hóa của Peru.
Kết quả là, Belaúnde cũng đã trở thành một nhà tư vấn công nhà chính phủ trên khắp đất nước và ở nước ngoài. Năm 1943, Belaúnde bắt đầu dạy học kiến trúc và quy hoạch đô thị tại Escuela Nacional de Ingenieros Lima và sau này trở thành hiệu trưởng của bộ phận Kỹ thuật Xây dựng và Kiến trúc. Belaúnde cũng chỉ đạo việc xây dựng, cùng với các giáo sư và học sinh, của các giảng viên kiến trúc của trường Đại học Kỹ sư Quốc gia vào năm 1955.